# 7-Metilguanosina
A 7-metilguanosina (m7G) é um nucleosídeo púrico modificado. É uma versão metilada da guanosina. Forma-se ao adicionar enzimaticamente um grupo metilo durante o processamento do ARNm à guanosina situada no extremo 5' formando a carapuça 5' ou 5'-cap. A 7-metilguanosina está ligada ao ARNm por uma incomum ligação 5′-5′ trifosfato. Desempenha um importante papel no ARN enquanto grupo bloqueador do extremo 5'. Para além do ARNm está também presente no ARNt e no ARNr. Quando se encontra na urina humana, pode ser um biomarcador de vários tipos de cancro.

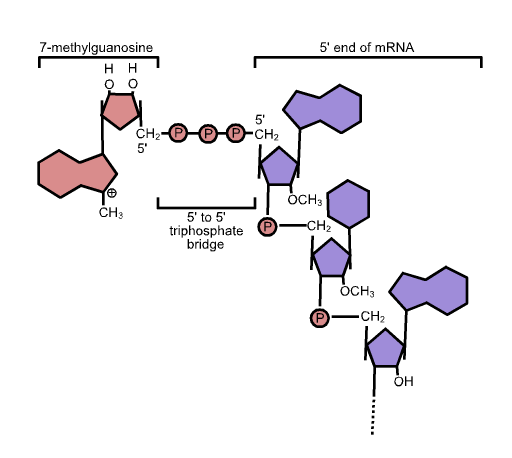
Situação da 7-metilguanosina na carapuça do extremo 5' do ARNm, ligada pela sua peculiar ligação 5'-5' trifosfato.

ARNt no qual se pode observar a presença da 7-metilguanosina (m^{7}G).